# کاخ کریستینسبورگ

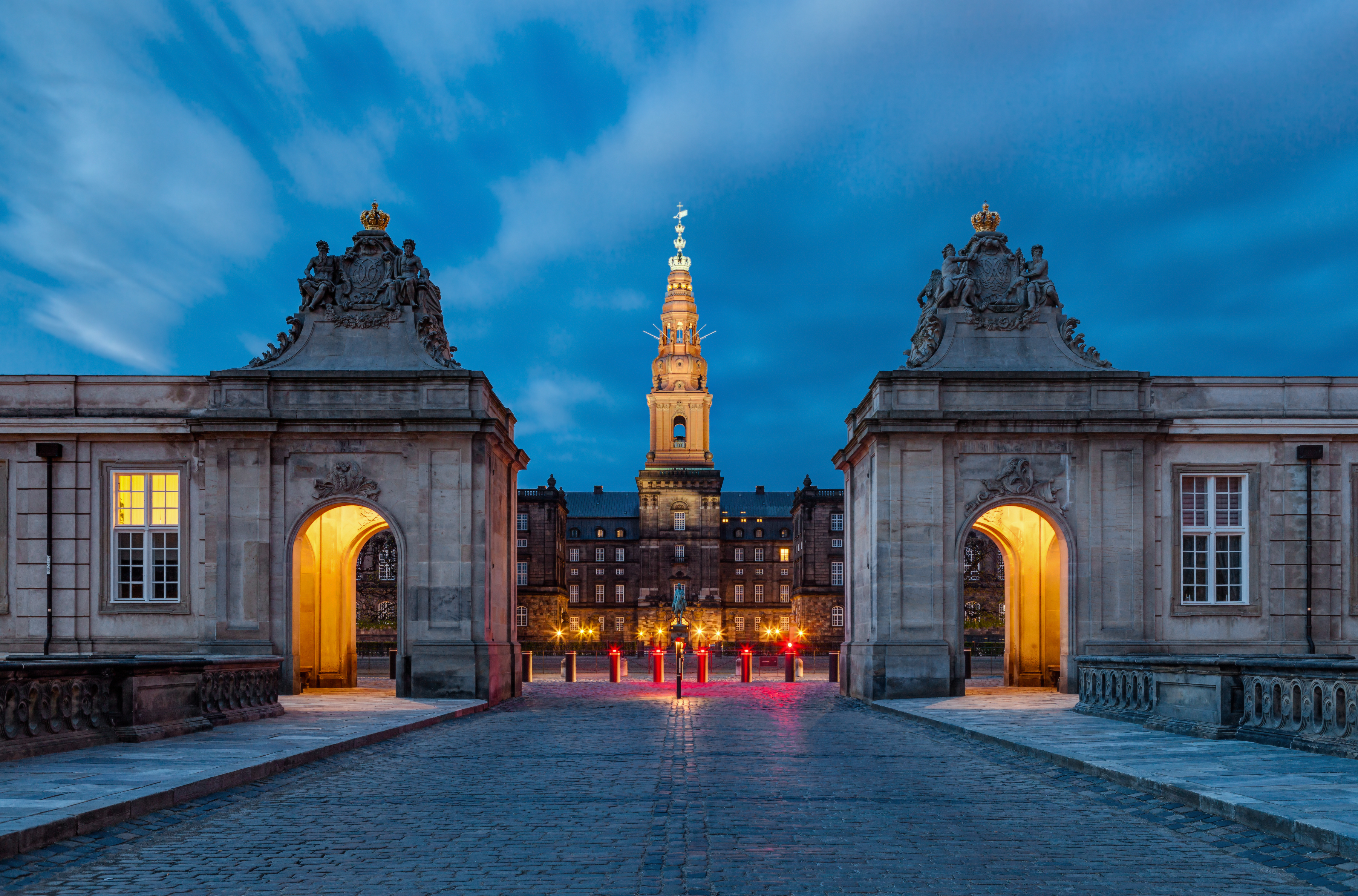
نگاره‌ای از ورودی کاخ کریستینسبورگ پیش از طلوع آفتاب.

کاخ کریستینسبورگ (دانمارکی: Christiansborg Slot) کاخ و ساختمانی دولتی است که در مرکز کپنهاگ در دانمارک قرار دارد. این ساختمان محل استقرار فلکتین (پارلمان)، دفتر نخست‌وزیر و دادگاه عالی دانمارک است. بخش‌هایی از این بنا در اختیار شاه دانمارک است از جمله اتاق‌های پذیرایی سلطنتی، کلیسای کاخ و اصطبل‌های سلطنتی.
بنابراین کاخ خانه سه قوه مجریه، مقننه و قضاییه دانمارک است و بر این اساس، تنها ساختمانی در دنیاست که خانه سه قوه اداره‌کننده یک کشور است. در متون دانمارکی نام کریستینسبورگ کنایه از رژیم سیاسی دانمارک است و در محاورات غالباً آن را ریگسبورگن (قلعه قلمرو) یا به‌سادگی بورگن (قلعه) می‌خوانند.
ساختمان کنونی، سومین ساختمان با این نام و آخرین ساختمان از مجموعه قلعه‌ها و کاخ‌های پی‌درپی ساخته‌شده در این محوطه از زمان برپایی اولین قلعه در سال ۱۱۶۷ است. از اوایل سده پانزدهم میلادی، ساختمان‌های مختلفی نقش ساختمان مرکزی حکومت را ایفا کرده‌اند؛ تا ۱۷۹۴ به عنوان محل اقامت اصلی شاه و پس از ۱۸۴۹ به عنوان محل برگزاری پارلمان.
ساختمان امروزی کاخ آثاری از سه دوره معماری را به پیشانی دارد چراکه دو بار در اثر آتش‌سوزی دچار خسارت و ویرانی شده‌است. اولین آتش‌سوزی در ۱۷۹۴ رخ داد و دومین آن در ۱۸۸۴. بخش اصلی کاخ فعلی، در ۱۹۲۸ تکمیل شده‌است و متعلق به معماری معماری نئوباروک است. تاریخ ساختمان کلیسا (نمازخانه) به ۱۸۲۶ برمی‌گردد و به سبک نئوکلاسیک ساخته شده‌است. ساختمان‌های اطراف که بین سال‌های ۴۶–۱۷۳۸ ساخته شده‌اند، معماری باروک دارند.
کریستینسبورگ متعلق به دولت دانمارک است و اداره‌اش به دست آژانس دارایی‌ها و کاخ‌هاست. بخش‌هایی از این کاخ قابل بازدید برای عموم است.